# Бобошево
Бобошево (буг. Бобошево) град је у Републици Бугарској, у западном делу земље, седиште истоимене општине Бобошево у оквиру Ћустендилске области.

## Географија
Положај: Бобошево се налази у западном делу Бугарске. Од престонице Софије град је удаљен 80 km јужно, а од обласног средишта, Ђустендила град је удаљен 40 km југоисточно.
Рељеф: Област Бобошева се налази у области Горње Струме, на око 400 m надморске висине. Околина града је изразито планинска (планина Влахина) и под шумама.
Клима: Клима у Бобошеву је континентална.
Воде: Близу Бобошева протиче река Струма, а јужно од града у њу се улива ена значајна притока река Џерман.

## Историја
Област Бобошева је првобитно било насељено Трачанима, а после њих овом облашћу владају стари Рим и Византија. Јужни Словени ово подручје насељавају у 7. веку. Од 9. века до 1395. г. област је била у саставу средњовековне Бугарске.
Крајем 14. века област Бобошева је пала под власт Османлија, који владају облашћу 5 векова.
Године 1878. град је постао део савремене бугарске државе. Насеље постоје убрзо средиште окупљања за села у околини, са више јавних установа и трговиштем.

## Срби у Бобошеву
У месту Бобошеву у Окружју Дубничком живели су одувек Срби.
Мудру српску књигу коју је уредио "нишевачки" (Ниш) учитељ Атанасије Петровић, купило је 1858. године много Срба из Бобошева (20). Скупљач претплате у том месту био је тамошњи "славјански" (српски) учитељ Никола П. Филиповић. Окупио је српски учитељ следеће пренумеранте: "благородни председатељ (кнез) Бобошева" и владички епитроп Миленко Хаџи П. Николић за сина Димитрију, "високопреподобни" свештеник и иконом из Скита Св. Димитрија Христифор Хилендарац, "преподобни инок" Матеј Рилец, Величко Димитрије, Димитрије Слатинец, Николај Стојчевић школски епитроп, Мито Ђорђевић црквени епитроп, Василиј Димијановић црквени епитроп, Димитриј Јовановић коџабашија, Христа Ђорђевић за сина Сотира, ученик Костадин Наковић, Михаил Стојановић чохаџија "тетивенец", Јован Стојановић бојаџија за сина Костадина, Стојца Ценов за сина Јанићију, Георгије Димитријевић за сина Николу, Христа Ангеловић ћурчија, Захарија Богдановић ћурчија и Анастас Стојановић ћурчија.

## Становништво
По проценама из 2010. г. Бобошево је имало око 1.400 ст. Огромна већина градског становништва су етнички Бугари. Остатак су махом Роми. Последњих деценија град губи становништво због удаљености од главних токова развоја у земљи.
Претежан вероисповест месног становништва је православна.

## Галерија
- Трговачка улица
- Здање општине Бобошево
- Река Струма у Бобошеву